# Giacomo Maineri
Giacomo Maineri (fl. XII secolo) è stato un politico italiano, podestà di Genova nel 1195.

## Biografia
Proveniente da Milano o Lodi, fu scelto come podestà dalla Compagna Communis Ianuensis di Genova nel 1195: fu ambasciatore per la città a Pavia presso l'imperatore Enrico IV di Franconia, allora residente nella città lombarda.
Stabilitosi a Genova, fu il capostipite della famiglia che venne inserita nell'Albergo dei Pinelli nel 1528.